# Instituto Internacional da Hiléia Amazônica
O Instituto Internacional da Hiléia Amazônica (em inglês: International Institute of Hylean Amazon) ou também abreviado por IIHA foi uma proposta com a tentativa de internacionalizar a Floresta Amazônica, envolvendo órgãos internacionais como a UNESCO.
Os principais objetivos eram o desenvolvimento de pesquisas na região envolvendo as áreas do conhecimento da botânica, zoologia, fisiografia, agricultura, ciências sociais, meteorologia, arqueologia e áreas correlatas, além da possibilidade de ocupação demográfica. 
O tema é controverso, pois a tentativa da criação do Instituto Internacional da Hiléia Amazônica, envolvia os interesses econômico, político e social em territórios de domínio dos países como o Brasil, Bolívia, Peru, Equador, Colômbia, Venezuela, França (Guiana Francesa), Grã-Bretanha (Guiana) e Holanda (Suriname) em detrimento dos interesses internacionais. A Convenção de Iquitos para a criação do IIHA foi firmada por Brasil, Bolívia, Colômbia, Equador, Peru, Venezuela, França, Holanda e Itália em maio de 1948. Conquanto não tenham assinado o documento fundador, EUA, Reino Unido e Suíça também participaram da Conferência de Iquitos. 
A proposta de criação do IIHA sofreu forte oposição no Congresso Nacional brasileiro e corria o risco de ser rejeitada. Assim, "o Ministério de Relações Exteriores do Brasil elaborou um draft de protocolo complementar. O Protocolo Adicional à Convenção do Instituto Internacional da Hileia Amazônica foi adotado aos 12 de maio de 1950, no Rio de Janeiro, sem o apoio unânime dos países amazônicos. Além da Itália, Bolívia e Venezuela não o assinaram" (NUNES, Paulo Henrique Faria. A institucionalização da Pan-Amazônia. Curitiba: Prismas, 2018, p. 206). "A aprovação do Protocolo Adicional não foi suficiente à mudança da opinião predominante no Congresso Nacional brasileiro. O texto não foi aprovado nem rejeitado... foi abandonado. No final, nenhum dos signatários ratificou o protocolo" (NUNES, Paulo Henrique Faria. A institucionalização da Pan-Amazônia. Curitiba: Prismas, 2018, p. 208). 
. 

## História
A idealização de uma Floresta Amazônia como Patrimônio Mundial, decorre em meados das décadas de 1940, no período após a segunda guerra mundial.
A primeira proposta foi apresentada por um cientista e representante brasileiro na UNESCO, Paulo Estevão de Berredo Carneiro, na 1ª sessão da Conferência Geral da Organização das Nações Unidas para a Educação, a Ciência e a Cultura (UNESCO) que ocorreu em Paris no ano de 1946, com o intuito de beneficiar os países com o território na região que abrange a Floresta Amazônica.
Em 1947, a proposta do IIHA tornou-se um dos principais projetos da UNESCO, e na mesma década intensificou-se o debate, pois a criação da CEPAL (Comissão Econômica Para a América Latina e o Caribe), que buscava soluções para o desenvolvimento de países subdesenvolvidos da região, considerava a proposta da internacionalização uma possibilidade para alcançar o desenvolvimento econômico.

## Ocupação da Amazônia no Brasil
Nesse período, instaurava-se no Brasil o regime político do Estado Novo, constituída por Getúlio Vargas, de cunho nacionalista e autoritário. O forte nacionalismo empregado pelo governo refletia-se nas políticas de expansão do país, como por exemplo, a Marcha para o Oeste, que tinha o intuito de ocupar territórios no Centro-Oeste brasileiro. Configurava-se neste momento, uma etapa preliminar à ocupação da Amazônia.

Em meados de 1960 e 1970, políticas voltadas para a Amazônia ganham força através do discurso nacionalista e de unificar o país com a integração de todas as regiões do país, com o propósito de defender as fronteiras nacionais contra a internacionalização. O Plano de Integração Nacional (PIN) compreende como um dos instrumentos geopolíticos utilizados para ocupar a Amazônia através da implementação de infraestrutura e atividades econômicas, como a Rodovia Transamazônica, tais políticas são reconhecidas popularmente pelos lemas: "integrar para não entregar" e "terra sem homens para homens sem terras".